# Willem Lodewijk Harthoorn (verzetsstrijder)
Willem Lodewijk (Wim) Harthoorn ('s-Heer Hendrikskinderen, 13 februari 1913 – Borger, 24 februari 1994), roepnaam Wim en bijnaam Bart, was een communistisch verzetsman uit Den Haag.

## Jeugd
Wim Harthoorn werd op 13 februari 1913 geboren in het Zeeuwse plaatsje 's-Heer Hendrikskinderen in de toenmalige gemeente 's-Heer Arendskerke, nu gemeente Goes. Zijn vader had toen het beroep van schotter, dat is iemand die met de polsstok door de weilanden trekt om voor de boeren te controleren of er geen vee in de sloten is gekomen. Later werd zijn vader commissionair, handelaar in paarden en in land- en tuinbouwzaden. In 1921 verhuisde het gezin naar Goes en in 1923 naar Geldermalsen. Daar ging de handelaar in tuinbouwzaden failliet en het gezin verhuisde naar de Indische buurt in Amsterdam.
Wim Harthoorn werd op 14-jarige leeftijd in Amsterdam aan het werk gezet als bloemenventer. Toen de politie hem te jong vond om een handkar voort te duwen werd hij behangersleerling en vervolgens fietsjongen voor een drankwinkel. In 1929 werd hij leerling-kelner. Hij leerde het vak, klom op tot vakman in het restaurantbedrijf en had banen als kelner in gerenommeerde bedrijven als De Grote Club, Hotel Polen en het Amstelhotel.
Door een zwager kreeg Harthoorn belangstelling voor het communisme. Wim werd politiek actief en probeerde mensen uit het hotel- en restaurantbedrijf te organiseren in een vakbond. Harthoorn had voor zijn collega’s prachtige verhalen over de ideale wereld en het geluk dat het communisme zou brengen. Door die verhalen kreeg Wim de bijnaam Bart, een verwijzing naar de roman Bartje zoekt het geluk van Anne de Vries. Hij werd lid van de bedrijfsgroep hotelpersoneel van de CPN en ging het krantje Hotel Hollandia redigeren en stencilen. Bij dat werk leerde hij zijn vrouw Nel Kok kennen, met wie hij spoedig ging samenwonen, wat in die tijd bepaald ongebruikelijk was. Begin 1940 verhuisde Wim naar het Oranjeplein 49 in Den Haag. Hij ging er werken in hotel Piccadilly, naast de gebouwen van de Tweede Kamer. In Den Haag werd hij meteen lid van de CPN.

## Tweede Wereldoorlog
Meteen na de capitulatie van het Nederlandse leger in mei 1940 werd in Den Haag op 17 mei een ondergrondse verzetsorganisatie van de CPN opgericht. Harthoorn werd van begin af aan bij het verzetswerk betrokken. Zijn werk bestond in eerste instantie uit het organiseren van bijeenkomsten bij hem thuis, het inzamelen van geld voor het Solidariteitsfonds (waaruit ondergedoken mensen en verwanten van gearresteerden een uitkering kregen), het kalken van anti-Duitse leuzen en het verspreiden van pamfletten. Na verloop van tijd kreeg Harthoorn de leiding over een aantal cellen van ieder ongeveer vijf personen. Zijn vrouw was actief met het aanplakken van pamfletten.

#### De Vonkgroep
Vanaf oktober 1940 gaf de CPN het verzetsblaadje De Vonk uit, aan welk blad de verzetsgroep in Den Haag haar naam de Vonkgroep ontleende. Het blaadje bestond uit ongeveer acht aan elkaar geniete en gestencilde vellen A4 (dus zestien bladzijden). Kort daarna kwam ook het landelijke communistische verzetsblad De Waarheid uit. De Vonk en De Waarheid kregen vrijwel dezelfde inhoud. Harthoorn nam een belangrijk deel van de distributie voor zijn rekening en schreef een enkele keer een artikel. Wim werd benoemd als reserveleider van de verzetsgroep, wat inhield dat hij automatisch de leiding van de groep zou overnemen als de bestaande leider, zijn vriend Frans van Ophem, gearresteerd zou worden of erger. Nel Kok verspreidde een klein aantal exemplaren van het krantje.
In februari 1941 deed Wim Harthoorn een poging om ook in Den Haag de Februaristaking in gang te zetten. Hij verspreidde 's morgens bij het uitrijden van de trams oproepen tot staking bij de remise. Het personeel van de HTM bleek echter niet tot staken bereid.
Op 6 juni 1941 werd Frans van Ophem gearresteerd. In de twee weken daaropvolgend werd een twintigtal andere prominente leden van de Vonkgroep opgepakt. Harthoorn werd daardoor automatisch de leider en kreeg bovendien de directe aansturing van een aantal verzetscellen die oorspronkelijk direct onder Van Ophem hadden geressorteerd. Harthoorn had nu de leiding over 300 verzetsmensen: het was veruit de grootste verzetsgroep in de regio Den Haag en er zou nooit een grotere groep ontstaan.

#### Arrestatie
Op 12 augustus werd Harthoorn 's morgens vroeg met getrokken pistolen gearresteerd door het duo Leo Poos en Marten Slagter van de Documentatiedienst.. Het duo was gedetacheerd bij de Sicherheitsdienst, maar werkte al vóór de oorlog bij de Haagse Politie Inlichtingendienst nauw samen met de Gestapo om Nederlandse communisten in beeld te brengen en bekend te maken bij de Gestapo in Berlijn. Harthoorn was de dagen daarvoor in Amsterdam ondergedoken vanwege de arrestatie van een naaste medewerker, maar was, toen de kust veilig leek, weer naar huis gegaan omdat er geld verdiend moest worden. Die dag werd het grootste deel van de mensen die al langer lid waren van de Vonkgroep, gearresteerd; alleen de nieuwere leden bleven buiten schot. Achteraf bleek dat burgemeester De Monchy van Den Haag meteen na de Duitse bezetting opdracht had gegeven om een infiltratie die al in 1923 was begonnen, voort te zetten ten behoeve van de Duitse bezetter. De infiltrant was de naaste medewerker van een vriend van Harthoorn.
In de gevangenis van Scheveningen (Oranjehotel) kwam Harthoorn in de cel bij de verzetsman Han Stijkel, de leider van een verzetsgroep die later naar hem vernoemd zou worden. Stijkel was aanhanger van de Anti-Revolutionaire Partij en was diepgelovig, terwijl Harthoorn communist en atheïst was; desondanks raakten de twee goed bevriend met elkaar en waren zij elkaar tot steun. Tijdens een verhoor door de SD'er Otto Lange werd Harthoorn geslagen door een andere Duitse SS'er, vermoedelijk de beul Ernst Knorr. Tijdens een ander verhoor werd Harthoorn geconfronteerd met zijn vriend Frans van Ophem, die volkomen murw geslagen bleek te zijn. In februari 1942 werd Han Stijkel naar Berlijn overgeplaatst. Harthoorn en Stijkel wisten beiden dat het een afscheid voor eeuwig was, want het was duidelijk dat Han de doodstraf zou krijgen.

#### Gevangenschap
In maart 1942 werd Harthoorn naar het Polizeiliches Durchgangslager Amersfoort gestuurd, waar hij moest werken aan de aanleg van de schietbaan waar later veel Nederlanders gefusilleerd zouden worden. Na twee weken werd Harthoorn naar het concentratiekamp Buchenwald afgevoerd. Op 21 april 1942 werd hij met een transport van 200 gevangenen, waaronder 65 Nederlanders, waarvan weer 22 van De Vonkgroep, naar het concentratiekamp Groß-Rosen gestuurd. Daar moesten de meesten in de steengroeve werken. Binnen enkele dagen stierven de eersten ten gevolge van mishandelingen. Daarna vonden nog velen door mishandelingen, uitputting en ondervoeding de dood. In totaal kwamen 37 van deze Nederlanders in Groß-Rosen om het leven. Op 7 augustus werden er voor het eerst gevangenen vanuit Groß-Rosen naar een ander kamp gestuurd. De tocht ging in drie dagen naar Dachau, ook Harthoorn was daar bij. In september ging er nog een transport met enkele Nederlanders naar Dachau. Hoewel de omstandigheden in Dachau relatief beter waren, stierf daar toch nog een aantal Nederlanders ten gevolge van de totale uithongering. Eind 1942 waren er nog achttien Nederlanders in leven; vijftien van hen overleefden de oorlog.
In Dachau werd Harthoorn betrokken bij een actie van een Duitse ondergrondse communistische organisatie in het kamp. Ten gevolge hiervan kreeg hij een baantje in het Revier (het zgn. kampziekenhuis). Daardoor kon hij redelijk herstellen.

#### Gebroken nek en tyfus
In september 1943 werd Harthoorn als Nacht und Nebel-gevangene naar Natzweiler gestuurd, waar hij in eerste instantie weer in de steengroeve moest werken. Op een dag werd hij op weg naar de steengroeve met een knuppel in zijn nek geraakt. Hij verloor korte tijd het bewustzijn, maar kwam nog net op tijd bij kennis om de SS, die met bloedhonden naderde, te ontlopen. Later zou blijken dat er een stuk van een nekwervel afgeslagen was, een verwonding die normaal gesproken dodelijk is.
In september 1944 werd Natzweiler ontruimd. Harthoorn ging opnieuw naar Dachau, waar hij korte tijd later werd doorgestuurd naar het buitencommando Allach, vlak bij München. Toen zijn taak daar er na enkele maanden opzat ging hij terug naar Dachau. Als Nacht und Nebel-gevangene mocht hij niet meer buiten de poort komen, waardoor hem de kans ontnomen werd op een baantje dat extra voedsel had kunnen opleveren. Harthoorn raakte door de honger totaal uitgemergeld en viel ten prooi aan een tyfusepidemie. Hij werd verpleegd door Wiardi Beckman. Harthoorn overleefde het op miraculeuze wijze, maar Wiardi Beckman stierf kort daarop zelf ten gevolge van tyfus.

#### Bevrijding
Op 29 april werd Dachau door Amerikaanse troepen bevrijd. Een maand later werd Harthoorn naar Nederland geëvacueerd.
Weinig mensen hebben zo'n zware tocht door de concentratiekampen overleefd. Naast Harthoorn hebben nog vijf personen dezelfde tocht overleefd: twee leden van de Haagse Vonkgroep, een Groningse communist en twee zeer jonge leden van de Amsterdamse verzetsgroep Nederlands Oranjeleger. Van de Haagse Vonkgroep zijn meer dan tweehonderd mensen om het leven gekomen.

## Na de Tweede Wereldoorlog
Ten gevolge van zijn letsel kon Harthoorn niet werken, maar uit idealistische overwegingen ging hij toch een paar uur per week lichte werkzaamheden voor de CPN verrichten. Toen dit bij de overheid bekend werd, werd gesteld dat hij dan ook wel weer normaal kon gaan werken. Harthoorn ging weer in het hotelbedrijf aan de slag, maar moest regelmatig ziekteverlof nemen omdat het werk te zwaar was. En dat had dan weer ontslag tot gevolg met meestal geen recht op uitkering. Bij het zoeken naar een baan werd hij bovendien voortdurend gehinderd door activiteiten achter zijn rug om van de BVD − de organisatie die geleid werd door dezelfde personen die hem in 1941 aan de Sicherheitsdienst hadden uitgeleverd.
Uiteindelijk herstelde hij voldoende om weer regelmatig te kunnen werken, zij het met moeite. In 1958 werd hij ernstig ziek. Door artsen werd hij voor simulant uitgemaakt en weer aan het werk gestuurd. Hij hield dit slechts een halve dag vol en kwam toen meer dood dan levend thuis. Uiteindelijk werd ontdekt dat hij al jarenlang met een gebroken nek rondliep. Omdat zijn letsel levensbedreigend was, kreeg hij dure experimentele medicijnen voorgeschreven, maar het Haagse ziekenfonds De Volharding weigerde om die medicijnen te vergoeden. Met veel moeite wist Harthoorn een verzetspensioen te krijgen.
In 1963 heeft Harthoorn zijn boek Verboden te sterven gepubliceerd, dat een beschrijving bevat van zijn tocht door de concentratiekampen. Hij overleed op 24 februari 1994 in het Drentse Borger.

## Terzijde
- Tot op de dag van vandaag weigert de AIVD de documenten vrij te geven die betrekking hebben op de opsporing en de arrestatie van Wim Harthoorn door de Documentatiedienst.
- Harthoorns jongere broer Cornelis (Kees) Harthoorn ('s-Heer Arendskerke, 28 juli 1917 − Lübecker Bocht, 3 mei 1945) heeft als vrijwilliger bij de Internationale Brigades meegevochten in de Spaanse Burgeroorlog. Hij werd hiervoor op 25 juni 1941 door de Duitsers gearresteerd. Hij zat daarna gevangen in de kampen Schoorl, Amersfoort en Neuengamme. Hij kwam in 1945 als krijgsgevangene om het leven bij het bombardement van de Cap Arcona.[3]
- Harthoorns zus Johanna Wilhelmina (Jopie) Harthoorn ('s-Heer Arendskerke, 30 januari 1921 − Amsterdam, 27 februari 2010) was tijdens de Tweede Wereldoorlog koerierster voor het verzet. Zij was getrouwd met de Amsterdamse CPN'er en verzetsman Pieter (Piet) Gnirrep (Amsterdam, 14 mei 1918 − Ermelo, 14 juli 1979).[4] Hun dochter Catharina (Karina, Carry) Gnirrep (geb. Amsterdam, 18 maart 1946) was de derde vrouw van de beeldhouwer en schrijver Jan Wolkers.
- Harthoorns zoon Rudi Harthoorn (1946) heeft twee boeken geschreven over het communistische verzet in Den Haag en de collaboratie van Nederlandse politiemensen en leden van de inlichtingendiensten bij het onderdrukken van dat verzet: Vuile oorlog in Den Haag (2009) en Zelfmoord op laag water (2015). Zie ook zijn website.

- Gemeinsame Normdatei: 136137377
- International Standard Name Identifier: 0000 0000 5556 1703
- Library of Congress Control Number: n2007062408
- Nederlandse Thesaurus van Auteursnamen: 299319504
- Virtual International Authority File: 267578130
- WorldCat: E39PBJwhBQg9YqMxvQMq8V6xjC